# Samtgemeinde Rodenberg
Die Samtgemeinde Rodenberg ist eine Samtgemeinde im Landkreis Schaumburg in Niedersachsen. Der Gemeindeverband hat seinen Verwaltungssitz in der Stadt Rodenberg.

## Geografie

### Geografische Lage
Die Samtgemeinde liegt im Deister-Süntel-Tal zwischen den Höhenzügen Deister und Süntel und den Bückebergen südwestlich von Hannover. Mit den Bundesstraßen B442 und B65 und der BAB 2 (Anschlussstelle Lauenau) gibt es günstige Verbindungen nach Hannover, Bielefeld und Hameln. Die Rodenberger Aue und weitere kleine Bäche durchfließen die Samtgemeinde.

### Gliederung
- Apelern mit den Ortsteilen Groß Hegesdorf, Kleinhegesdorf, Lyhren, Reinsdorf und Soldorf sowie den Wohnplätzen Allern, Rehbruchsmühle und Riesenmühle
- Hülsede mit den Ortsteilen Meinsen und Schmarrie sowie den Wohnplätzen Bussenmühle, Eisenhammer, Herriehausen, Mittelmühle, Niedermühle und Pulvermühle
- Lauenau mit dem Ortsteil Feggendorf sowie den Wohnplätzen Blumenhagen und Lübbersen
- Messenkamp mit dem Ortsteil Altenhagen II sowie den Wohnplätzen Alte Ziegelei, Hobboken, Klein Amerika und Schweiz
- Pohle mit dem Wohnplatz Wischmühle
- Rodenberg mit dem Ortsteil Algesdorf und dem Wohnplatz Domäne Rodenberg

## Geschichte
Die Samtgemeinde Rodenberg wurde im Zuge der niedersächsischen Gebietsreform im Jahr 1974 gebildet. Ihr gehören sechs Mitgliedsgemeinden an, die vorher zu den aufgelösten Landkreisen Springe (Hülsede, Lauenau, Messenkamp, Pohle) und Grafschaft Schaumburg (Apelern und Rodenberg) angehörten. Außerdem wurden kleine Gemeinden aufgelöst und größeren angeschlossen (siehe Gliederung).

## Politik

### Samtgemeinderat
Der Samtgemeinderat der Samtgemeinde Rodenberg besteht aus 32 Ratsfrauen und Ratsherren. Dies ist die festgelegte Anzahl für eine Samtgemeinde mit einer Einwohnerzahl zwischen 15.001 und 20.000 Einwohnern. Die Ratsmitglieder werden durch eine Kommunalwahl für jeweils fünf Jahre gewählt. Die aktuelle Amtszeit begann am 1. November 2021 und endet am 31. Oktober 2026.
Stimmberechtigt im Rat der Samtgemeinde ist außerdem der hauptamtliche Samtgemeindebürgermeister Thomas Wolf (FDP)
Die letzte Kommunalwahl am 12. September 2021 ergab das folgende Ergebnis:
| Partei                                               | Kürzel | Stimmenanteil | Sitze |
| ---------------------------------------------------- | ------ | ------------- | ----- |
| Sozialdemokratische Partei Deutschlands              | SPD    | 28,35         | 9     |
| Christlich Demokratische Union Deutschlands          | CDU    | 21,16         | 7     |
| Wählergemeinschaft Samtgemeinde Rodenberg            | WGSR   | 20,97         | 7     |
| Bündnis 90/Die Grünen                                | Grüne  | 13,24         | 4     |
| Wählergemeinschaft Gegenwind Samtgemeinde Rodenberg  | GSR    | 2,35          | 1     |
| Freie Demokratische Partei                           | FDP    | 3,89          | 1     |
| Wählergemeinschaft WIR in der Samtgemeinde Rodenberg | WIR    | 3,67          | 1     |
| Alternative für Deutschland                          | AfD    | 4,00          | 1     |
| Die Linke                                            | Linke  | 1,5           | 1     |

Die Wahlbeteiligung bei der Kommunalwahl 2021 lag mit 62,96 % über dem niedersächsischen Durchschnitt von 57,1 %.
Im neuen Samtgemeinderat haben Bündnis 90/Die Grünen und die Einzelkandidatin der LINKEN eine Fraktion gebildet. Die FDP hat mit der WRI eine Fraktion gebildet. Die Kandidatin der AfD und der Kandidat der GSR vertreten ihre Parteien jeweils als Einzelkandidaten.
| SPD-Fraktion              | 9 Sitze |
| CDU-Fraktion              | 7 Sitze |
| WGSR-Fraktion             | 7 Sitze |
| Fraktion B´90/Grüne-Linke | 5 Sitze |
| FDP/WRI-Fraktion          | 2 Sitze |
| AfD                       | 1 Sitz  |
| Samtgemeindebürgermeister | 1 Sitz  |

### Bürgermeister
Hauptamtlicher Samtgemeindebürgermeister der Samtgemeinde Rodenberg ist Thomas Wolf (FDP). Bei der letzten Bürgermeisterwahl am 12. September 2021 wurde er mit 55,3 % der Stimmen gewählt. Sein Gegenkandidat Heiko Monden (SPD) erhielt 44,7 %. Die Wahlbeteiligung lag bei 62,87 %. Thomas Wolf trat sein Amt am 1. November 2021 an und löste den bisherigen Amtsinhaber Georg Hudalla (parteilos) ab, der nicht mehr kandidiert hatte.
Bisherige Samtgemeindebürgermeister
- 2001–2014: Uwe Heilmann (SPD)
- seit 2014–2021: Georg Hudalla (parteilos)
- seit 2021: Thomas Wolf (FDP)

### Finanzen
Im Haushaltsplan 2013 ist der Ergebnishaushalt ausgeglichen. Bei den Erträgen und den Aufwendungen sind jeweils ~ 10,2 Millionen Euro ausgewiesen. Im Finanzhaushalt werden Einzahlungen von ~ 9,8 Millionen Euro und Auszahlungen von ~ 10,2 Millionen Euro erwartet. An Auszahlungen für Investitionstätigkeiten sind ~ 1,2 Millionen Euro geplant. Neue Kreditaufnahmen sind nicht vorgesehen.

### Wappen
Das Wappen der Samtgemeinde zeigt in Rot ein silbernes Nesselblatt belegt mit drei, zwei zu eins gestellten roten Rosen mit goldenen Butzen.

### Flagge
Die Flagge der Samtgemeinde hat die Farben Rot-Weiß und enthält das Wappen der Samtgemeinde in der Mitte.

## Kultur und Sehenswürdigkeiten

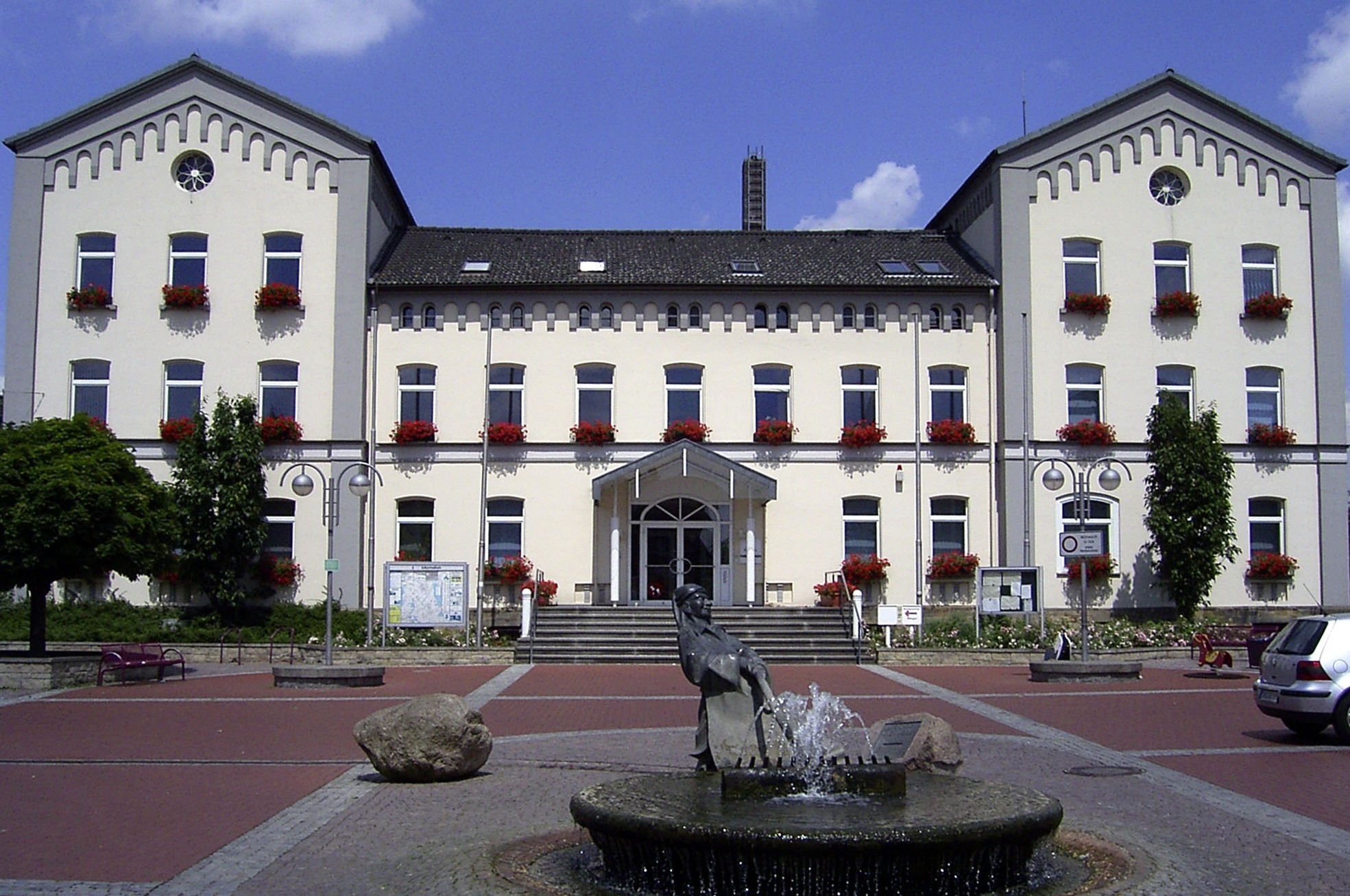
Das Rodenberger Rathaus

### Museen
Die Samtgemeinde besitzt Heimatmuseen in Lauenau und Rodenberg.

### Bauwerke
Sehenswerte Bauwerke in der Samtgemeinde sind:
- Apelern:
  - Zweischiffige Hallenkirche (erbaut um 1162)
  - Schloss Münchhausen (erbaut 1561)
  - Schloss Hammerstein (erbaut 1696)

- Hülsede:
  - Pfarrkirche St. Ägidien (um 1440 erbaut)
  - Wasserschloss im Stil der Weserrenaissance (erbaut 1529–1548)

- Lauenau:
  - Schloss Schwedesdorf (erbaut von den Rittern von Münchhausen zwischen 1596 und 1600)
  - Schloss Meysenbug (erbaut 1610 von der Familie von Zerßen)
  - St.-Lukas-Kirche, um 1875 nach Plänen des bekannten Kirchen-Baumeisters Conrad Wilhelm Hase erbaut, gilt in Fachkreisen als dessen Meisterwerk.
  - Schloss Lauenau (erbaut um 1190 von den Welfen als Wasserburg)

- Rodenberg:
  - Burganlage mit restaurierter Bastion.
  - Heisterburg mit Teufelsbrücke im Deister.
  - Windmühle auf dem Rodenberg, erbaut 1861, heute das Wahrzeichen der Stadt.

### Parks
- Lauenau besitzt einen kleinen Volkspark mit altem Baumbestand.
- Bürgerpark auf dem Rodenberg.
- Park am Burgwall, hinter der Museumsinsel Rodenberg, mit großem Spielplatz.

### Naturdenkmäler
- Naturdenkmal Krüppelbuche, eine 200 Jahre alte Süntelbuche in Hülsede. In der Gemarkung stehen noch acht dieser seltenen Bäume.
- Im Volkspark Lauenau steht die größte und älteste Süntelbuche der Region.

### Sport

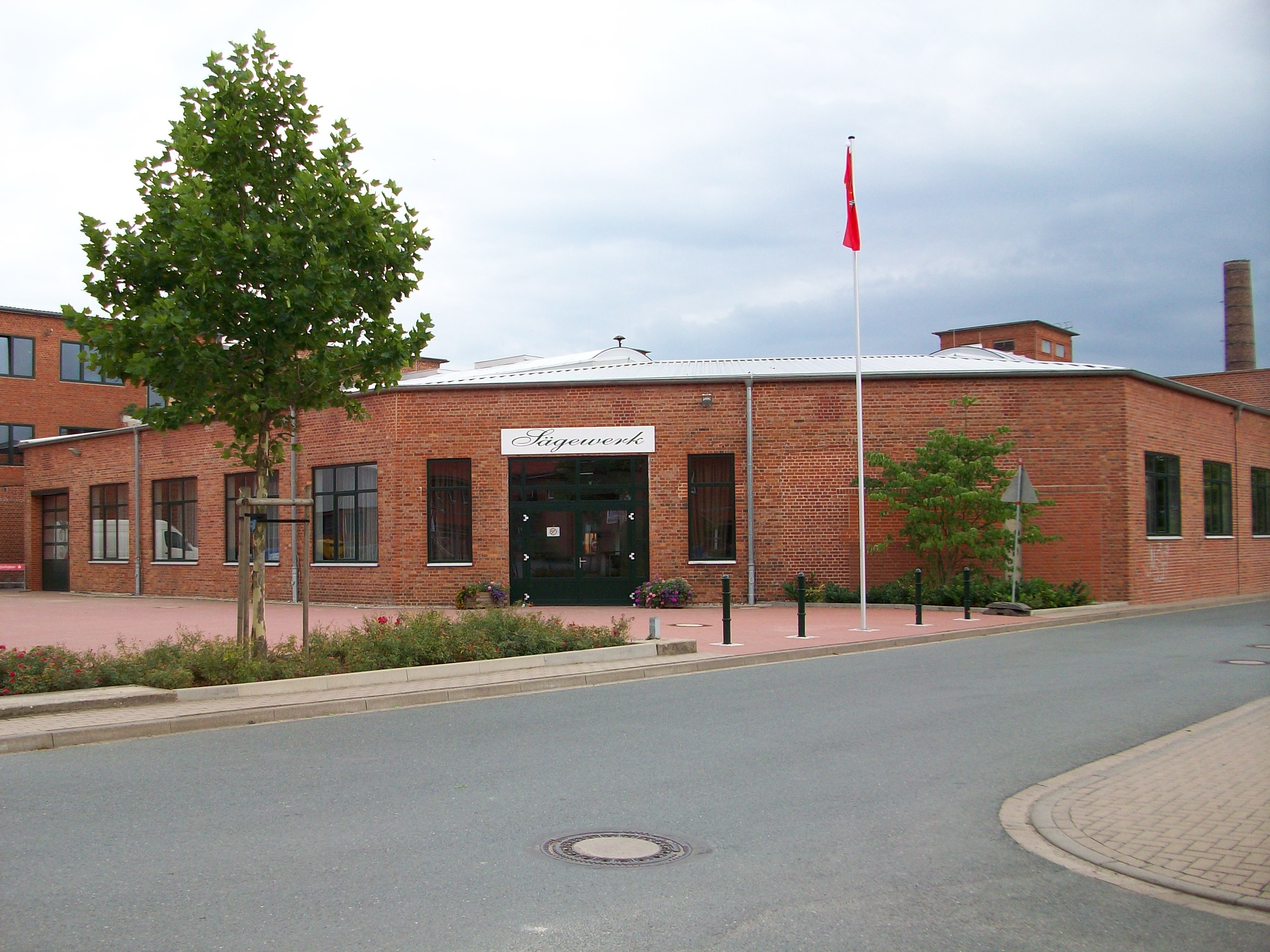
Festhalle Sägewerk in Lauenau

In nahezu jedem Ort in der Samtgemeinde finden sich ein oder mehrere Sportvereine. Der größte Rodenberger Verein ist die "Sportgemeinschaft Rodenberg e. V.". Der Lauenauer Verein „Victoria Lauenau“ zählt mit über 1400 Mitgliedern zu den größten der gesamten Region. In vier Mitgliedsgemeinden gibt es Schützenvereine. In Rodenberg hat der SC sogar eine moderne Lichtpunkt-Schießanlage installiert. Außerdem befinden sich im Lauenauer „Gewerbepark“ ein Kampfsportzentrum (Dōjō), ein Leistungszentrum für Bogenschützen und in der Festhalle „Sägewerk“ Schaumburgs erste und einzige Boulehalle.

### Regelmäßige Veranstaltungen
- Apelerner Karnevalsfest mit Prunksitzungen (im Januar)
- „Tanz in den Mai“ der Freiwilligen Feuerwehr Lauenau in der Festhalle Sägewerk (Ende April)
- Stolln-Fest in Feggendorf auf dem Zechenplatz vom Lehr und Besucherbergwerk (an Christi Himmelfahrt)
- Trucker-Festival im Lauenauer „Logistikpark“ (alle zwei Jahre im Mai)
- Mittsommernachtsfest in Lauenau
- Lauenauer Fleckenfete (Ende der Sommerferien)
- Schaumburger Mineralien- und Fossilientauschbörse in der Wasserburg in Lauenau (Ende August)
- Eislaufen und Eisstockschießen in der Eishalle Lauenau (November bis Februar)
- Silvesterball in der Lauenauer Festhalle Sägewerk
- Weinfest an der Windmühle Rodenberg (Ende Juni) jedes Jahr
- Bürgerschützenfest in Rodenberg (zweiter Sonntag im Juli)
- Rodenberger Martini-Markt (1. Dienstag im November und vorgelagertes Wochenende)
- Boulemeisterschaften in Algesdorf, Altenhagen II, Apelern, Lauenau und Rodenberg
- Weihnachtsmärkte in Apelern, Lauenau und Rodenberg

### Regelmäßige Ausstellungen
Zentraler Ort für Ausstellungen in der Samtgemeinde ist der Gewerbepark in Lauenau. Auf dem Areal befinden sich mehrere Ateliers und dauerhafte Ausstellungsräume. Neben regelmäßigen Ausstellungen der „Kunstetage Lauenau“ und den „Ateliers im Kesselhaus“ existiert eine Dauerausstellung der ebenfalls dort ansässigen Josef-Hauke-Stiftung.

## Wirtschaft und Infrastruktur

### Ansässige Unternehmen
In den Gewerbegebieten der Samtgemeinde sitzen zahlreiche Unternehmen. Das Verlagshaus Oppermann in Rodenberg stellt Druckproduktionen für ganz Deutschland her (u. a. HAZ, Neue Presse) und bringt vier Wochenzeitungen heraus. Die Rodenberger Firma KTR ist auf Kunststofftechnik spezialisiert. Mit dem Verpackungshersteller Gissler und Pass ist in Rodenberg einer der größten Hersteller für Pappe und Kartonagen ansässig. Die Firma NBB (Bau Spezi, Kiebitzmärkte) hat in der Deisterstadt ihren Hauptsitz. Im Logistikpark Lauenau befindet sich ein Truck Center, ein Zentrallager der Edeka Minden-Hannover und die Produktionsstätte des Hamelner Snackherstellers XOX sowie weitere mittelständische Unternehmen.

### Verkehr
Die Samtgemeinde Rodenberg wird durch die A2 geteilt. Anschlussstellen befinden sich direkt in Lauenau oder im benachbarten Bad Nenndorf. Des Weiteren wird sie nördlich durch die B65 begrenzt. Von Nord nach Süd zieht sich die B442. Die Rattenfängerstadt Hameln oder die Landeshauptstadt Hannover mit ihrem Flughafen erreicht man jeweils in 30 Minuten. Die nächstgelegenen Bahnhöfe befinden sich in Haste, Bad Nenndorf und Bantorf. Von Lauenau verkehrt ein Schnellbus zum S-Bahnhof Haste. Der ÖPNV wird durch die Schaumburger Verkehrs-Gesellschaft sichergestellt.

### Öffentliche Einrichtungen
- Lauenau besitzt ein Mineralbad, das aus einer eigenen Mineralwasserquelle gespeist wird. In Rodenberg gibt es ein Freibad direkt im Zentrum.
- Es gibt neun Kindergärten in der Samtgemeinde, jeweils einen in Apelern und Pohle und je zwei in Lauenau und Rodenberg.
- Seit kurzer Zeit auch eine Kita in Lauenau und Rodenberg.
- In allen Mitgliedsgemeinden gibt es Sportanlagen, Lauenau und Rodenberg besitzen umfangreichere Sportflächen und Sporthallen. Die Stadt Rodenberg hat mit der SG Rodenberg und dem TSV Algesdorf zwei Sportvereine mit drei Sportplätzen. Es steht auch eine Tennishalle am Sportzentrum Rodenberg zur Verfügung.

### Bildung
- Albert-Schweitzer-Schule (Grundschule) in Lauenau
- Julius-Rodenberg-Schule (Grundschule) in Rodenberg mit einer Außenstelle in Apelern
- Integrierte Gesamtschule (IGS) in Rodenberg
- Sonderschule „Schule am Deister“ in Rodenberg

## Persönlichkeiten
- Wilhelm Blumenberg (1863–1949), 1889 bis 1904 Pastor in Hülsede, danach langjähriger Pastor der Aegidienkirche in Hannover. In Hülsede wurde sein Sohn Werner Blumenberg (1900–1965) geboren, der spätere sozialdemokratische Publizist und Widerstandskämpfer.
- Malwida von Meysenbug, eine der ersten Frauenrechtlerinnen, lebte in Lauenau. Sie hatte Kontakte zu Richard Wagner und Friedrich Nietzsche.
- Der Dichter Börries von Münchhausen lebte in Apelern.
- Sophie Dorothea von Braunschweig-Lüneburg, Prinzessin von Ahlden, 16-jährige Ehefrau des zukünftigen britischen Königs Georg Ludwig von Hannover. Nach Bekanntwerden einer Liaison mit dem Oberst Philipp Christoph von Königsmarck war die Lauenauer Burg für einige Zeit ihr Verbannungsort.
- Julius Rodenberg (1831–1914), eigentlich Julius Levy, war ein deutscher Journalist und Schriftsteller.
- Hans Kinkeldey (um 1500), Braumeister in Rodenberg